# Le Burgaud

Le Burgaud este o comună în departamentul Haute-Garonne din sudul Franței. În 2009 avea o populație de 664 de locuitori.

## Evoluția populației
| An        | 1975 | 1982 | 1990 | 1999 | 2006 | 2009 |
| --------- | ---- | ---- | ---- | ---- | ---- | ---- |
| Populație | 397  | 419  | 429  | 484  | 546  | 664  |

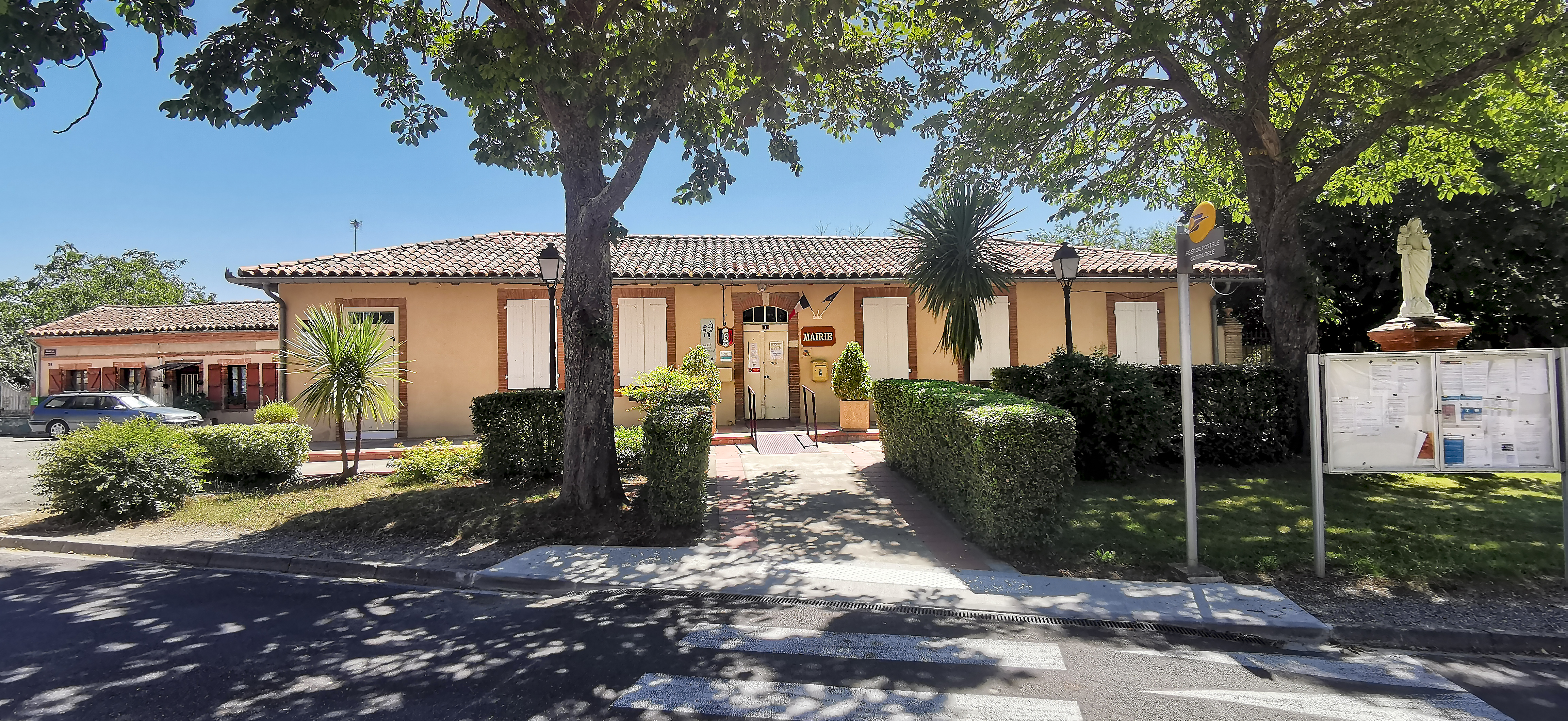
Primăria
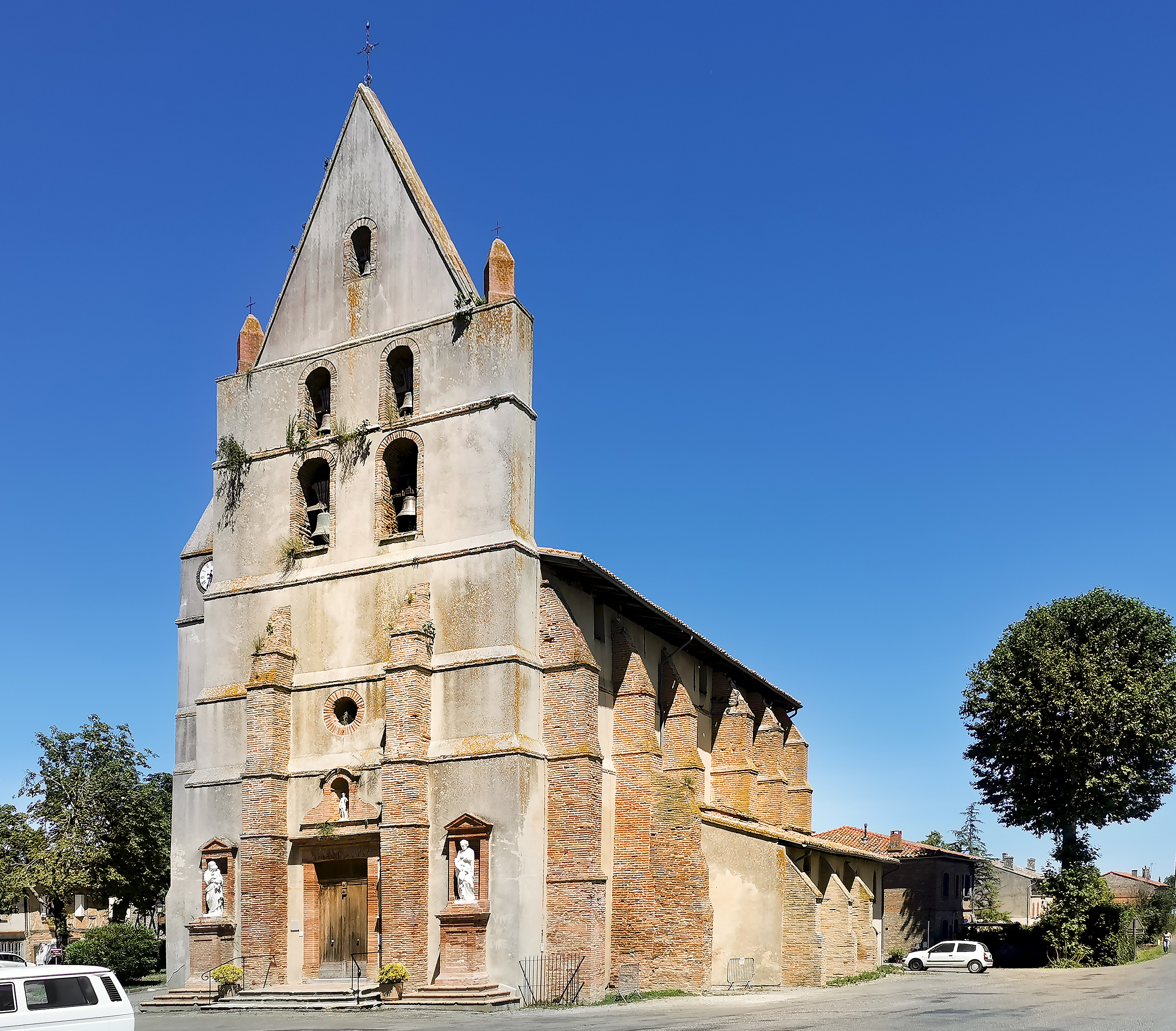
Biserica Saint-Jean-Baptiste
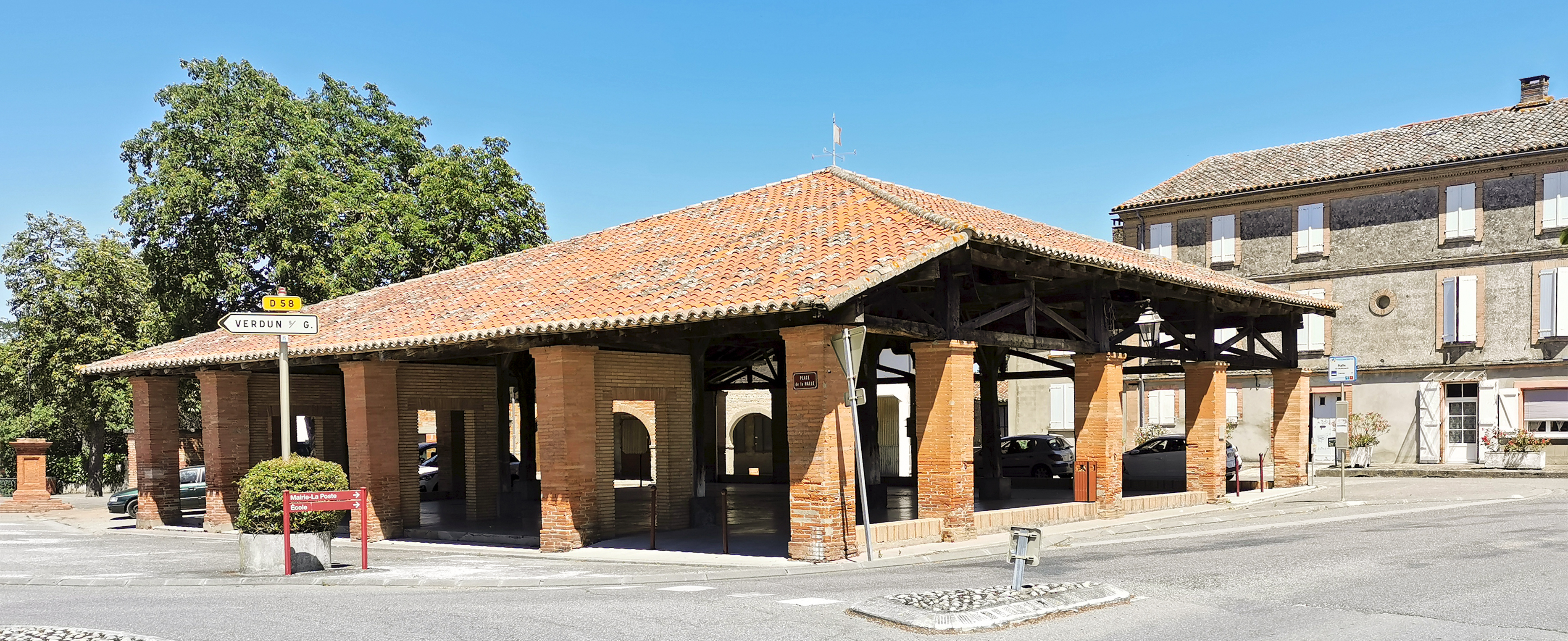
Piața acoperită